# Ирбитский молочный завод
Ирбитский молочный завод — российское предприятие пищевой промышленности в городе Ирбите Свердловской области.

## История
25 марта 1925 года была учреждена артель «Маслодел». В 1926 году был построен завод по производству сливочного масла, кисломолочных продуктов и приёму молока от местного населения.
В период Великой Отечественной войны завод собирал молоко с хозяйств своего района и снабжал продукцией местную школу, детские сады, больницы и весь город. Также, предприятие отправляло молоко на молочные заводы Свердловска, Нижнего Тагила, Серова и Карпинска.
Возможности завода со временем менялись: с 1995 по 2012 год на заводе устанавливалось оборудование для производства кефиров, йогуртов, сгущённо-молочных и творожных продуктов различной жирности, сыров твёрдых, полутвёрдых, плавленых, копчёных; с 2013 по 2015 на заводе осуществлялось техническое перевооружение.
В 2020 году доля продукции завода на рынке Свердловской области составила 30%. В 2023 году эта цифра снизилась до 27%.
С 2021 года решается вопрос о приватизации завода. Предприятие планировалось продать в 2023.
В 2023 году московская компания «Смартпроект» выкупила 49% акций завода за ₽1,175 млрд, принадлежавших властям Свердловской области. При этом регион сохранит контроль за предприятием.

## Продукция
Завод производит творожные, кисломолочные и сухие молочные продукты, сметану, масло, сгущённые консервы, мороженое.
Продукция завода поставляется в Пермский край, Башкортостан, Челябинскую, Тюменскую и Омскую области.